# دهستان لاله‌زار
شهر لاله‌زار یکی از دهستان های واقع در بخش لاله‌زار شهرستان بردسیر استان کرمان است.
این منطقه جزو زیباترین مناطق استان کرمان است که بر خلاف شرایط اقلیمی عمومی استان کرمان منطقه‌ای سبز و خوش آب و هوا است. کوه‌های لاله زار پوشیده از گیاهان داروئی است و معروف‌ترین گیاه داروئی این منطقه «زرّوی» نام دارد که از نظر طب سنتی با ارزش است. و جمعیتی ۲۶۷۴ نفری دارد.

## روستاها و آبادی‌ها
دهستان لاله زار به عنوان مرکز این بخش شناخته شده‌است و روستاهای زیر، زیر مجموعه این بخش می‌باشند:
- باغ ابر
- بنکوییه
- بیدوندر
- میلوییه
- بیدو
- جغدری
- خورموج
- سرزه
- عبدل آباد
- مادون
- قلعه عسکر
- کارخانه گلاب زهرا

کارخانه گلاب زهرا، در لاله‌زار، یکی از فعالیت‌های ارزشمندی است که به همت همایون صنعتی زاده و همسرش شهین‌دخت سرلتی بنیاد گذاشته شد.

## نگارخانه

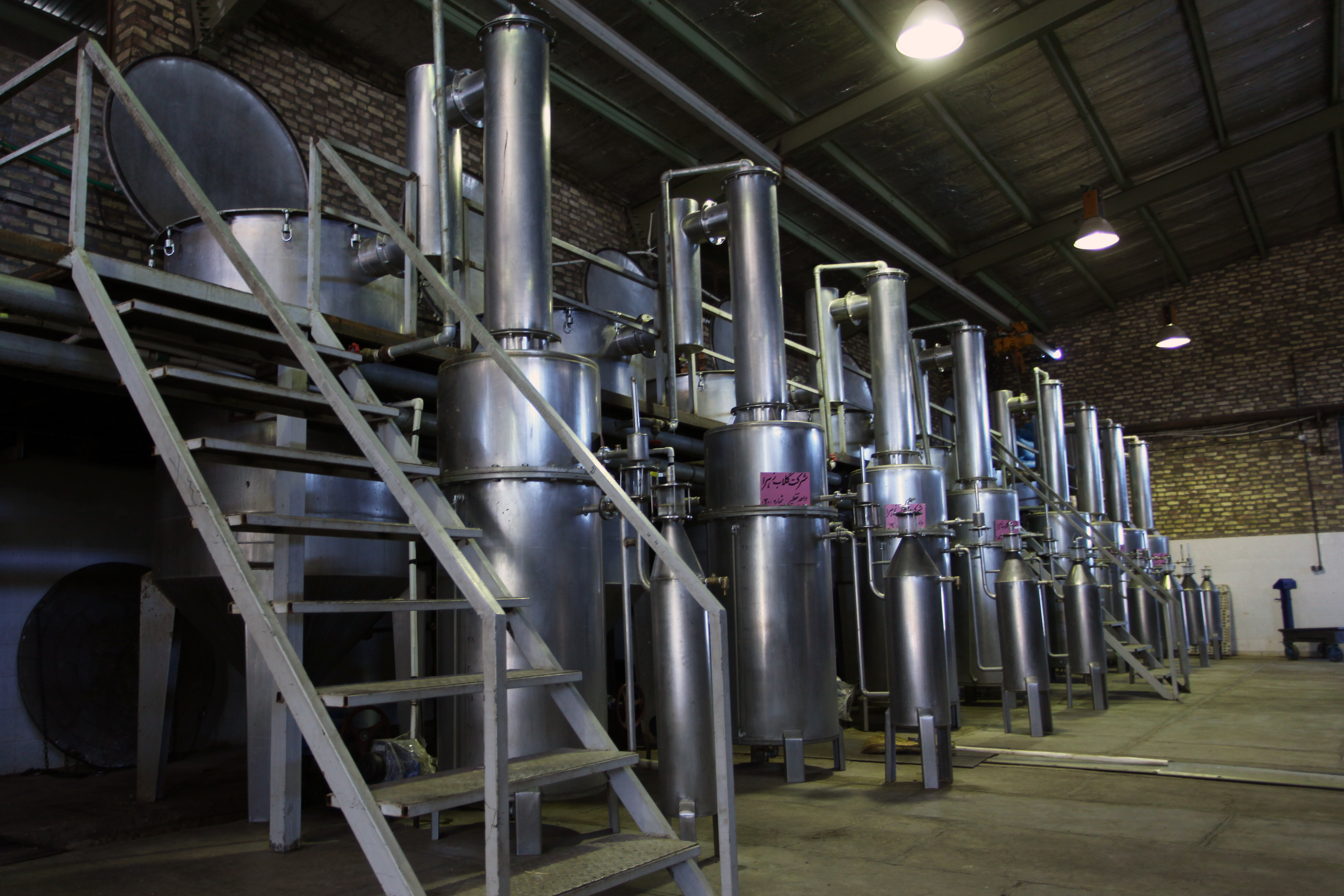
سالن تقطیر شرکت گلاب زهرا
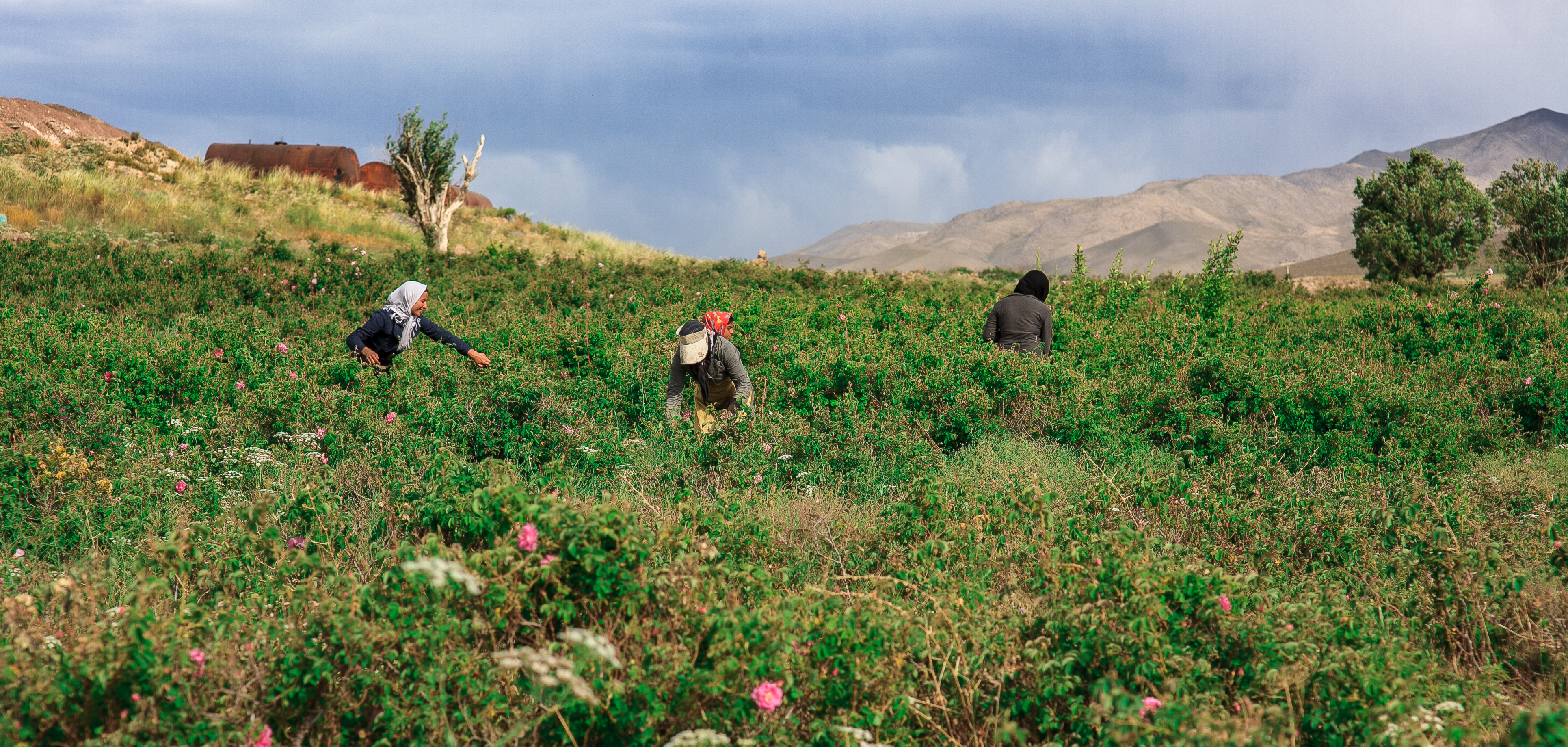
مزارع گل محمدی
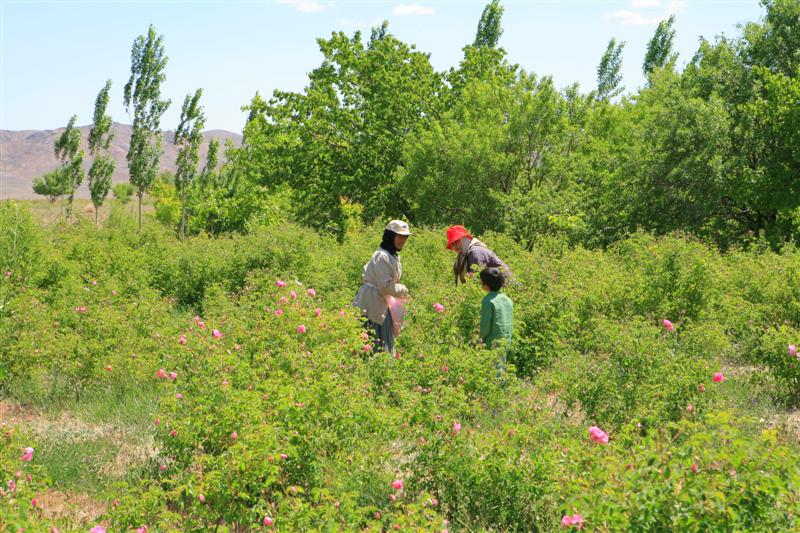
مزارع گل محمدی
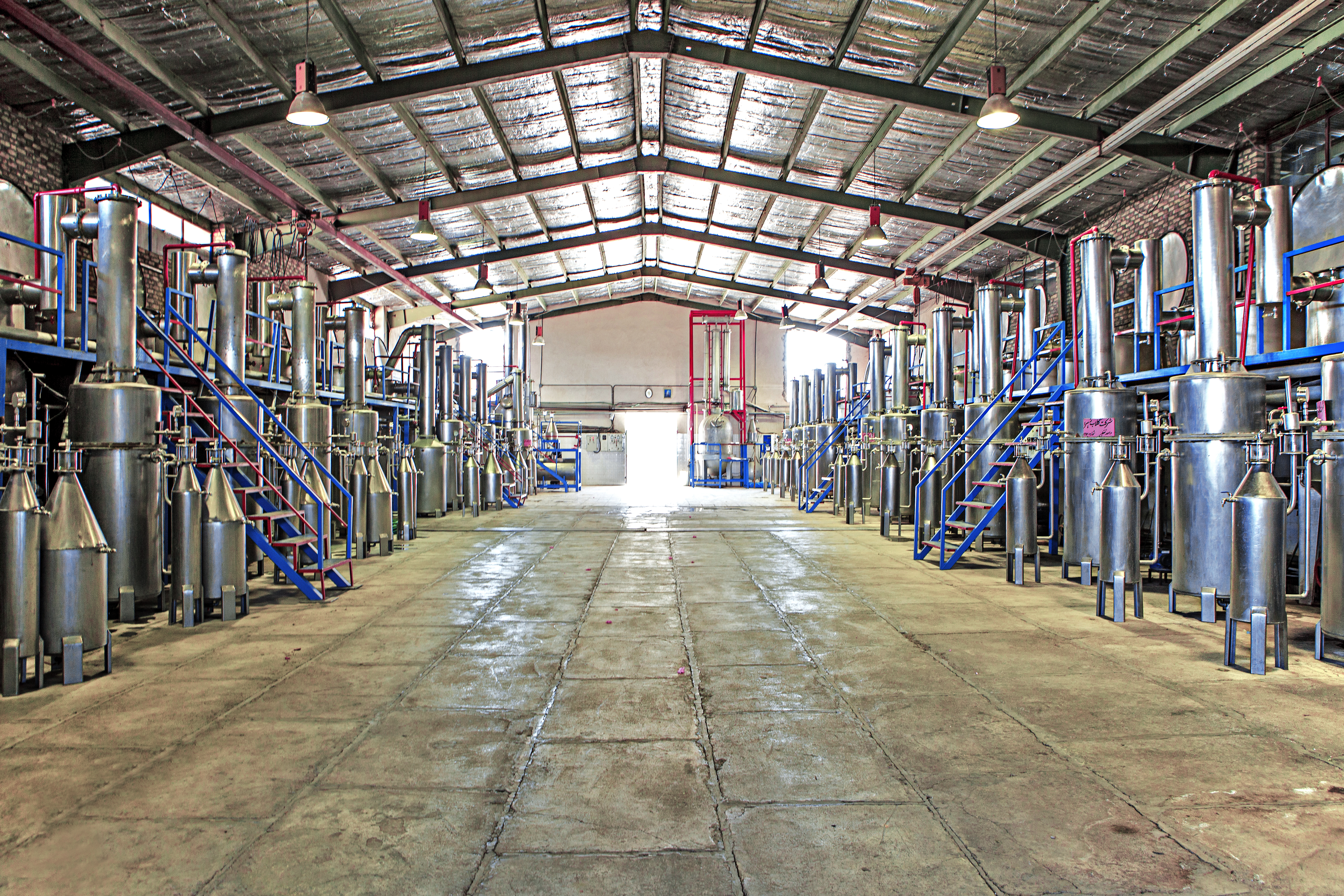
سالن تقطیر شرکت گلاب زهرا